# Lijst van Amerikaanse ministers van Posterijen
De minister van Posterijen (Engels: Postmaster General was het hoofd van het ministerie van Posterijen van de Verenigde Staten van 1792 tot 1972. Daarna werd het omgevormd tot een agentschap, de "United States Postal Service", dat zich bezighoudt met de bezorging van post.
| Nr.    | Minister van Posterijen Postmaster General | Minister van Posterijen Postmaster General | Minister van Posterijen Postmaster General | Ambtstermijn                | Ambtstermijn      | Partij(en)                     | President(en)                         | Kabinet(en)          |
| ------ | ------------------------------------------ | ------------------------------------------ | ------------------------------------------ | --------------------------- | ----------------- | ------------------------------ | ------------------------------------- | -------------------- |
| 1      |                                            | Benjamin Franklin                          | Benjamin Franklin (1706–1790)              | 25 juli 1775                | 8 november 1776   | O                              |                                       | Continental Congress |
| 2      |                                            | Richard Bache                              | Richard Bache (1731–1811)                  | 8 november 1776             | 28 januari 1782   | O                              |                                       | Continental Congress |
| 3      |                                            |                                            | Ebenezer Hazard (1744–1817)                | 28 januari 1782             | 26 september 1789 | O                              |                                       | Continental Congress |
| 4      |                                            | Samuel Osgood                              | Samuel Osgood (1748–1813)                  | 26 september 1789           | 12 augustus 1791  | F                              | George Washington (1789–1797)         | Washington           |
| 5      |                                            | Timothy Pickering                          | Timothy Pickering (1745–1829)              | 12 augustus 1791            | 1 januari 1795    | F                              | George Washington (1789–1797)         | Washington           |
| Vacant |                                            |                                            |                                            |                             |                   |                                | George Washington (1789–1797)         | Washington           |
| 6      |                                            | Joseph Habersham                           | Joseph Habersham (1751–1815)               | 25 februari 1795            | 28 november 1801  | F                              | George Washington (1789–1797)         | Washington           |
| 6      | F                                          | Joseph Habersham                           | Joseph Habersham (1751–1815)               | 25 februari 1795            | 28 november 1801  | John Adams (1797–1801)         | J. Adams                              |                      |
| 6      | F                                          | Joseph Habersham                           | Joseph Habersham (1751–1815)               | 25 februari 1795            | 28 november 1801  | Thomas Jefferson (1801–1809)   | Jefferson                             |                      |
| 7      |                                            | Gideon Granger                             | Gideon Granger (1767–1822)                 | 28 november 1801            | 18 maart 1814     | Thomas Jefferson (1801–1809)   | Jefferson                             | DR                   |
| 7      | DR                                         | Gideon Granger                             | Gideon Granger (1767–1822)                 | 28 november 1801            | 18 maart 1814     | James Madison (1809–17)        | Madison                               |                      |
| 8      |                                            | Return Meigs                               | Return Meigs (1764–1825)                   | 18 maart 1814               | 26 juni 1823      | James Madison (1809–17)        | Madison                               | DR                   |
| 8      | DR                                         | Return Meigs                               | Return Meigs (1764–1825)                   | 18 maart 1814               | 26 juni 1823      | James Monroe (1817–25)         | Monroe                                |                      |
| 9      |                                            | John McLean                                | John McLean (1785–1861)                    | 26 juni 1823                | 4 maart 1829      | James Monroe (1817–25)         | Monroe                                | DR                   |
| 9      | DR (1823–28)                               | John McLean                                | John McLean (1785–1861)                    | 26 juni 1823                | 4 maart 1829      | John Quincy Adams (1825–29)    | J.Q. Adams                            |                      |
| 9      | NR (1828–29)                               | John McLean                                | John McLean (1785–1861)                    | 26 juni 1823                | 4 maart 1829      | John Quincy Adams (1825–29)    | J.Q. Adams                            |                      |
| 10     |                                            | William Barry                              | William Barry (1784–1835)                  | 4 maart 1829                | 10 april 1835     | D                              | Andrew Jackson (1829–1837)            | Jackson (1829–1837)  |
| Vacant |                                            |                                            |                                            |                             |                   |                                | Andrew Jackson (1829–1837)            | Jackson (1829–1837)  |
| 11     |                                            | Amos Kendall                               | Amos Kendall (1789–1869)                   | 1 mei 1835                  | 18 mei 1840       | D                              | Andrew Jackson (1829–1837)            | Jackson (1829–1837)  |
| 11     | D                                          | Amos Kendall                               | Amos Kendall (1789–1869)                   | 1 mei 1835                  | 18 mei 1840       | Martin Van Buren (1837–1841)   | Van Buren                             |                      |
| 12     |                                            | John Niles                                 | John Niles (1787–1856)                     | 18 mei 1840                 | 4 maart 1841      | Martin Van Buren (1837–1841)   | Van Buren                             | D                    |
| 13     |                                            | Francis Granger                            | Francis Granger (1792–1866)                | 4 maart 1841                | 11 september 1841 | W                              | William Henry Harrison (1841)         | W.H. Harrison        |
| 13     | W                                          | Francis Granger                            | Francis Granger (1792–1866)                | 4 maart 1841                | 11 september 1841 | John Tyler (1841–1845)         | Tyler                                 |                      |
| Vacant |                                            |                                            |                                            |                             |                   | John Tyler (1841–1845)         | Tyler                                 |                      |
| 14     |                                            | Charles Wickliffe                          | Charles Wickliffe (1788–1869)              | 13 september 1841           | 4 maart 1845      | John Tyler (1841–1845)         | Tyler                                 | D                    |
| 15     |                                            | Cave Johnson                               | Cave Johnson (1793–1866)                   | 4 maart 1845                | 4 maart 1849      | D                              | James Polk (1845–1849)                | Polk                 |
| Vacant | Vacant                                     | Vacant                                     | Vacant                                     | Vacant                      | Vacant            | Vacant                         | Zachary Taylor (1849–1850)            | Taylor               |
| 16     |                                            | Jacob Collamer                             | Jacob Collamer (1791–1865)                 | 8 maart 1849                | 22 juli 1850      | W                              | Zachary Taylor (1849–1850)            | Taylor               |
| 16     | W                                          | Jacob Collamer                             | Jacob Collamer (1791–1865)                 | 8 maart 1849                | 22 juli 1850      | Millard Fillmore (1850–1853)   | Fillmore                              |                      |
| 17     |                                            | Nathan Hall                                | Nathan Hall (1810–1874)                    | 22 juli 1850                | 31 augustus 1852  | Millard Fillmore (1850–1853)   | Fillmore                              | W                    |
| 18     |                                            | Samuel Hubbard                             | Samuel Hubbard (1799–1855)                 | 31 augustus 1852            | 8 maart 1853      | Millard Fillmore (1850–1853)   | Fillmore                              | W                    |
| 18     | W                                          | Samuel Hubbard                             | Samuel Hubbard (1799–1855)                 | 31 augustus 1852            | 8 maart 1853      | Franklin Pierce (1853–1857)    | Pierce                                |                      |
| 19     |                                            | James Campbell                             | James Campbell (1812–1893)                 | 8 maart 1853                | 4 maart 1857      | Franklin Pierce (1853–1857)    | Pierce                                | D                    |
| 20     |                                            | Aaron Brown                                | Aaron Brown (1795–1859)                    | 4 maart 1857                | 8 maart 1859      | D                              | James Buchanan (1857–1861)            | Buchanan             |
| 21     |                                            | Joseph Holt                                | Joseph Holt (1807–1894)                    | 8 maart 1859                | 18 januari 1861   | R                              | James Buchanan (1857–1861)            | Buchanan             |
| Vacant |                                            |                                            |                                            |                             |                   |                                | James Buchanan (1857–1861)            | Buchanan             |
| 22     |                                            | Horatio King                               | Horatio King (1811–1897)                   | 12 februari 1861            | 4 maart 1861      | D                              | James Buchanan (1857–1861)            | Buchanan             |
| 23     |                                            | Montgomery Blair                           | Montgomery Blair (1813–1883)               | 4 maart 1861                | 24 september 1864 | R                              | Abraham Lincoln (1861–1865)           | Lincoln              |
| 24     |                                            | William Dennison jr.                       | William Dennison jr. (1815–1882)           | 24 september 1864           | 25 juli 1866      | R                              | Abraham Lincoln (1861–1865)           | Lincoln              |
| 24     | R                                          | William Dennison jr.                       | William Dennison jr. (1815–1882)           | 24 september 1864           | 25 juli 1866      | Andrew Johnson (1865–1869)     | A. Johnson                            |                      |
| 25     |                                            | Alexander Randall                          | Alexander Randall (1819–1872)              | 25 juli 1866                | 4 maart 1869      | Andrew Johnson (1865–1869)     | A. Johnson                            | R                    |
| 26     |                                            | John Creswell                              | John Creswell (1828–1891)                  | 4 maart 1869                | 22 juni 1874      | R                              | Ulysses S. Grant (1869–1877)          | Grant                |
| Vacant |                                            |                                            |                                            |                             |                   |                                | Ulysses S. Grant (1869–1877)          | Grant                |
| 27     |                                            | James Marshall                             | James Marshall (1822–1910)                 | 4 juli 1874                 | 24 augustus 1874  | R                              | Ulysses S. Grant (1869–1877)          | Grant                |
| 28     |                                            | Marshall Jewell                            | Marshall Jewell (1825–1883)                | 24 augustus 1874            | 12 juli 1876      | R                              | Ulysses S. Grant (1869–1877)          | Grant                |
| 29     |                                            | James Tyner                                | James Tyner (1826–1904)                    | 12 juli 1876                | 4 maart 1877      | R                              | Ulysses S. Grant (1869–1877)          | Grant                |
| 30     |                                            | David Key                                  | David Key (1824–1900)                      | 12 maart 1877               | 2 juni 1880       | D                              | Rutherford Hayes (1877–1881)          | Hayes                |
| 31     |                                            | Horace Maynard                             | Horace Maynard (1814–1882)                 | 2 juni 1880                 | 4 maart 1881      | R                              | Rutherford Hayes (1877–1881)          | Hayes                |
| 32     |                                            | Thomas James                               | Thomas James (1831–1916)                   | 4 maart 1881                | 20 december 1881  | R                              | James Garfield (1881)                 | Garfield             |
| 32     | R                                          | Thomas James                               | Thomas James (1831–1916)                   | 4 maart 1881                | 20 december 1881  | Chester Arthur (1881–1885)     | Arthur                                |                      |
| 33     |                                            | Timothy Howe                               | Timothy Howe (1816–1883)                   | 20 december 1881            | 15 maart 1883     | Chester Arthur (1881–1885)     | Arthur                                | R                    |
| Vacant |                                            |                                            |                                            |                             |                   | Chester Arthur (1881–1885)     | Arthur                                |                      |
| 34     |                                            | Walter Gresham                             | Walter Gresham (1832–1895)                 | 10 april 1883               | 4 september 1884  | Chester Arthur (1881–1885)     | Arthur                                | R                    |
| Vacant |                                            |                                            |                                            |                             |                   | Chester Arthur (1881–1885)     | Arthur                                |                      |
| 35     |                                            | Frank Hatton                               | Frank Hatton (1846–1894)                   | 14 oktober 1884             | 4 maart 1885      | Chester Arthur (1881–1885)     | Arthur                                | R                    |
| 36     |                                            | William Vilas                              | William Vilas (1840–1908)                  | 4 maart 1885                | 16 januari 1888   | D                              | Grover Cleveland (1885–1889)          | Cleveland I          |
| 37     |                                            | Donald Dickinson                           | Donald Dickinson (1846–1917)               | 16 januari 1888             | 4 maart 1889      | D                              | Grover Cleveland (1885–1889)          | Cleveland I          |
| 38     |                                            | John Wanamaker                             | John Wanamaker (1838–1922)                 | 4 maart 1889                | 4 maart 1893      | R                              | Benjamin Harrison (1889–1893)         | B. Harrison          |
| 39     |                                            | Wilson Bissell                             | Wilson Bissell (1847–1903)                 | 4 maart 1893                | 1 maart 1895      | D                              | Grover Cleveland (1893–1897)          | Cleveland II         |
| 40     |                                            | William Wilson                             | William Wilson (1843–1900)                 | 1 maart 1895                | 4 maart 1897      | D                              | Grover Cleveland (1893–1897)          | Cleveland II         |
| 41     |                                            | James Gary                                 | James Gary (1833–1920)                     | 4 maart 1897                | 20 april 1898     | R                              | William McKinley (1897–1901)          | McKinley             |
| 42     |                                            | Charles Smith                              | Charles Smith (1842–1908)                  | 20 april 1898               | 8 januari 1902    | R                              | William McKinley (1897–1901)          | McKinley             |
| 42     | R                                          | Charles Smith                              | Charles Smith (1842–1908)                  | 20 april 1898               | 8 januari 1902    | Theodore Roosevelt (1901–1909) | T. Roosevelt                          |                      |
| 43     |                                            | Henry Payne                                | Henry Payne (1843–1904)                    | 8 januari 1902              | 4 oktober 1904    | Theodore Roosevelt (1901–1909) | T. Roosevelt                          | R                    |
| Vacant |                                            |                                            |                                            |                             |                   | Theodore Roosevelt (1901–1909) | T. Roosevelt                          |                      |
| 44     |                                            | Robert Wynne                               | Robert Wynne (1851–1922)                   | 4 oktober 1904              | 4 maart 1905      | Theodore Roosevelt (1901–1909) | T. Roosevelt                          | R                    |
| 45     |                                            | George Cortelyou                           | George Cortelyou (1862–1940)               | 4 maart 1905                | 4 maart 1907      | Theodore Roosevelt (1901–1909) | T. Roosevelt                          | R                    |
| 46     |                                            | George Meyer                               | George Meyer (1858–1918)                   | 4 maart 1907                | 4 maart 1909      | Theodore Roosevelt (1901–1909) | T. Roosevelt                          | R                    |
| 47     |                                            | Frank Hitchcock                            | Frank Hitchcock (1867–1935)                | 4 maart 1909                | 4 maart 1913      | R                              | William Howard Taft (1909–1913)       | Taft                 |
| 48     |                                            | Albert Burleson                            | Albert Burleson (1863–1937)                | 4 maart 1913                | 4 maart 1913      | D                              | Woodrow Wilson (1913–1921)            | Wilson               |
| 49     |                                            | Will Hays                                  | Will Hays (1879–1954)                      | 4 maart 1921                | 4 maart 1922      | R                              | Warren Harding (1921–1923)            | Harding              |
| 50     |                                            | Hubert Work                                | Hubert Work (1860–1942)                    | 4 maart 1922                | 4 maart 1923      | R                              | Warren Harding (1921–1923)            | Harding              |
| 51     |                                            | Harry New                                  | Harry New (1858–1937)                      | 4 maart 1923                | 4 maart 1929      | R                              | Warren Harding (1921–1923)            | Harding              |
| 51     | R                                          | Harry New                                  | Harry New (1858–1937)                      | 4 maart 1923                | 4 maart 1929      | Calvin Coolidge (1923–1929)    | Coolidge                              |                      |
| 52     |                                            | Walter Brown                               | Walter Brown (1869–1961)                   | 4 maart 1929                | 4 maart 1929      | R                              | Herbert Hoover (1929–1933)            | Hoover               |
| 53     |                                            | James Farley                               | James Farley (1888–1976)                   | 4 maart 1933                | 10 september 1940 | D                              | Franklin Delano Roosevelt (1933–1945) | F.D. Roosevelt       |
| 54     |                                            |                                            | Frank Walker (1886–1959)                   | 10 september 1940           | 8 mei 1945        | D                              | Franklin Delano Roosevelt (1933–1945) | F.D. Roosevelt       |
| 54     | D                                          | Harry S. Truman (1945–1953)                | Frank Walker (1886–1959)                   | 10 september 1940           | 8 mei 1945        | Truman                         |                                       |                      |
| Vacant |                                            | Harry S. Truman (1945–1953)                |                                            |                             |                   | Truman                         |                                       |                      |
| 55     |                                            | Harry S. Truman (1945–1953)                |                                            | Robert Hannegan (1903–1949) | 30 juni 1945      | Truman                         | 15 december 1947                      | D                    |
| 56     |                                            | Harry S. Truman (1945–1953)                | Jesse Donaldson                            | Jesse Donaldson (1885–1970) | 15 december 1947  | Truman                         | 20 januari 1953                       | D                    |
| 57     |                                            |                                            | Arthur Summerfield (1899–1971)             | 20 januari 1953             | 20 januari 1961   | R                              | Dwight D. Eisenhower (1953–1961)      | Eisenhower           |
| 58     |                                            | Edward Day                                 | Edward Day (1914–1996)                     | 20 januari 1961             | 9 augustus 1963   | D                              | John F. Kennedy (1961–1963)           | Kennedy              |
| Vacant |                                            |                                            |                                            |                             |                   |                                | John F. Kennedy (1961–1963)           | Kennedy              |
| 59     |                                            | John Gronouski                             | John Gronouski (1919–1996)                 | 30 september 1963           | 3 november 1965   | D                              | John F. Kennedy (1961–1963)           | Kennedy              |
| 59     | D                                          | John Gronouski                             | John Gronouski (1919–1996)                 | 30 september 1963           | 3 november 1965   | Lyndon B. Johnson (1963–1969)  | L.B. Johnson                          |                      |
| 60     |                                            | Larry O'Brien                              | Larry O'Brien (1917–1990)                  | 3 november 1965             | 26 april 1968     | Lyndon B. Johnson (1963–1969)  | L.B. Johnson                          | D                    |
| 61     |                                            | Marvin Watson                              | Marvin Watson (1924–2017)                  | 26 april 1968               | 20 januari 1969   | Lyndon B. Johnson (1963–1969)  | L.B. Johnson                          | D                    |
| 62     |                                            | Red Blount                                 | Red Blount (1921–2002)                     | 20 januari 1969             | 1 januari 1972    | R                              | Richard Nixon (1969–1974)             | Nixon                |

- Library of Congress Control Number: n88144092
- Nationale Bibliotheek van Israël: 987007359730205171
- Virtual International Authority File: 168175281